# André Breuillaud
André Breuillaud, né le 13 juillet 1898 à Lizy-sur-Ourcq (Seine-et-Marne) et mort le 27 juin 1994 à Vence (Alpes-Maritimes) est un peintre français.

## Biographie
André Breuillaud est le fils d'Adrien Breuillaud (né en 1865), ingénieur des mines travaillant en Espagne puis surveillant de travaux au service technique du métro de Paris, et de Blanche Nicolle (née en 1868), épouse Breuillaud.
Il fait ses études secondaires au lycée de Barcelone.
Élève de l'École nationale supérieure des beaux-arts de Paris dans l'atelier de Luc-Olivier Merson, André Breuillaud passe ensuite dans l'atelier de Fernand Cormon. Appelé sous les drapeaux de 1917 à 1919, Il doit abandonner ses études. Démobilisé il regagne l’École des beaux-arts et fréquente l'atelier de Jean-Pierre Laurens à qui il refusera de concourir pour le prix de Rome. Il côtoie l'Académie Humbert à Montmartre avec Louis-François Biloul qui le pousse à s'orienter vers l'Expressionnisme.
Il participe dès 1928 au Salon des indépendants.
Il épouse Renée Démoulin en premières noces le 26 novembre 1929 à Paris 17e, et Hélène Goitre (née à Vienne, Isère, le 8 janvier 1908 - Décédée en 1994) en secondes noces le 14 mars 1969 à Paris 18e. Il repose avec elle au cimetière du Pipet à Vienne.
Professeur dans diverses académies de peinture, il est sociétaire au Salon d'automne. Exposant du Salon des Tuileries et des indépendants, Il expose au Salon d'art sacré, au Salon Comparaisons, au Salon de mai où ses œuvres sont remarquées. Avec son collègue Jacques Villon, il aura comme élève Danièle Perré.
Plusieurs de ses tableaux ont été acquis par l’État, notamment pour le musée d'art moderne de la ville de Paris et en particulier dans l'importante donation du Dr Girardin qui fut décisive pour la constitution de ce musée.
L’État français lui commandera diverses œuvres et en particulier pour l'Exposition universelle de 1937 et pour le lycée de plein-air d'Arcachon.
En 1925, il tient sa première exposition particulière chez Drouant. À cette époque, il éprouve le besoin de se libérer d'une certaine forme d'académisme afin de donner libre cours à son tempérament. Il découvre alors la zone de Montmartre, dite maintenant marché aux puces, avec ses baraques et ses roulottes peuplées de romanichels et ses bistrots populaires, qui nourriront son art.
En 1929, le marchand d'art Zborowski, enthousiasmé par les toiles de Breuillaud, le prend sous contrat aux côtés de Amedeo Modigliani et de Chaïm Soutine.
En 1932, la galerie Speranza l'expose aux côtés d'Yves Alix, Jean Aujame, Roger Chastel, Thérèse Debains, Frédéric Delanglade, André Planson et Maurice Georges Poncelet.
En 1934, la galerie Braun expose ses œuvres sous l'impulsion du critique d'art George Besson qui fonde le groupe des Peintres nouveaux.
En 1936, il est présenté par René Huyghe au prix Paul Guillaume. En 1937, La galerie Druet — celle même qui incitera le Dr Girardin à constituer sa collection — lui organise une exposition. En 1941, Breuillaud participe à une exposition à la galerie Berri-Raspail, intitulée Étapes du nouvel art contemporain. Cette même galerie lui signe un contrat jusqu'en 1943.
En 1943, Breuillaud expose chez le galériste de Nicolas de Staël et d'André Lanskoi, Jacques Dubourg, boulevard Raspail à Paris.
Breuillaud quitte alors Paris et va s'installer en solitaire en Provence jusqu'en 1950 pour se remettre en cause. Son art devient plus dépouillé et s'oriente vers l'abstraction.

### Le peintre abandonné
La mort brutale de Léopold Zborowski, marchand d'envergure, laisse Breuillaud désemparé et abandonné.

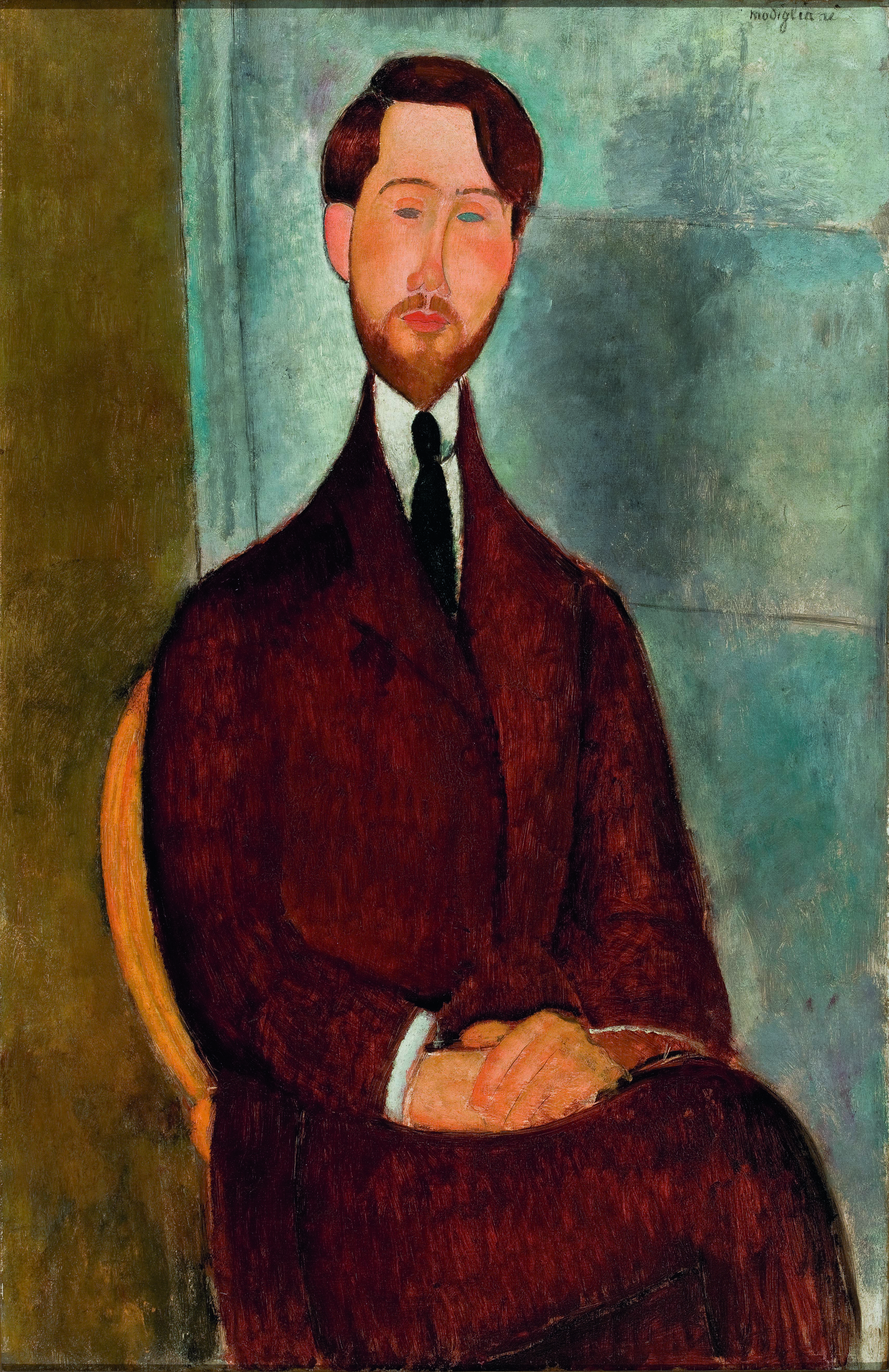
Léopold Zborowski par Modigliani

« Si certains artistes obtiennent relativement vite la renommée à laquelle ils peuvent prétendre, il en est d'autres qu'un regrettable concours de circonstances maintient longtemps dans une semi-obscurité quelle que soit l'estime que leur portent les critiques et les amateurs admirateurs de leur talent. C'est le cas de Breuillaud : il devait être mentionné comme un des meilleurs et des plus authentiques peintres de notre temps et il n'est admiré que d'une élite restreinte. Quelques circonstances malheureuses, comme la fin prématurée de son marchand, Zborowski, qui le considérait comme l'égal de Soutine ou de Modigliani et ne fut pas là pour le soutenir, le contraignirent à travailler en solitaire dans des conditions d'isolement qui furent peut-être favorables à l'originalité de son art, mais ne facilitèrent pas l'éclosion de la célébrité à laquelle il pouvait prétendre. »

— Georges Pillement, Breuillaud, Introduction à son étude.

### Après Montmartre et l'Afrique, la Provence
C'est d'Afrique qu'il avait rapporté l'éblouissement des harmonies éclatantes dans le souvenir des vieilles estampes persanes, une matière dense, émaillée, une sorte de brio dont il a conservé le romantisme dans nombre de ses œuvres, mêmes contemporaines. Un peu plus tard, fréquentant Modigliani et Soutine, ce brio tend vers l'expressionnisme, vers une sorte de stylisation géométrique au service de l'effet, un amour de la terre, un souci de signification plastique….
En Provence l'artiste s'est vu porté à un nouvel examen de soi-même, à un approfondissement attentif de ses nouveaux enthousiasmes et de ses possibilités. "Il m'est apparu qu'après chacun de ses séjours au pays des cigales, le peintre soignait un peu plus sa mise en scène, apportait une mesure plus évidente en son expression, une logique plus certaine en sa composition". La Provence… apprenait au peintre à se résumer, à observer scrupuleusement, à faire des portraits de nature plutôt que des instantanés. Il devait en résulter des toiles splendides, aussi réalistes que celle de naguère, sans doute, mais plus abouties, plus pensées, plus humaines enfin, puisque la pensée du peintre se greffait sur le concret, imbibait, jusqu'à saturation, la représentation des choses réelles et existantes.

### «Oh! Que ce peintre a dû souffrir» - Louis-Ferdinand Céline
À partir de 1960, sa femme fait de long séjour en maison psychiatrique et meurt en 1968. André Breuillaud est très frappé par sa maladie et n'arrive plus qu'à peindre.
Dans la solitude de son atelier surgissent en lui des fantasmes. Il découvre un monde d'êtres hybrides et torturés se projetant dans les espaces intersidéraux. Tous ces êtres en décomposition lui font éprouver un besoin de recréation. Après cette grande méditation, il reprend ses pinceaux pour traduire plastiquement ses sensations dans le but de dégager de tout ce magma de branches et de pierres, des forces humaines et animales. Ces recherches sont élaborées dans des matières et des couleurs qui doivent être riche, et bien vieillir comme des pierres précieuses.
À cette époque, sa peinture est le reflet du drame qu'il a vécu. Un jour, Louis-Ferdinand Céline, entrant dans la galerie Chave à Vence, a dit en voyant sa peinture : « Oh, que ce peintre a dû souffrir ! »
Hélène, sa seconde épouse, le sauve moralement durant cette période. Il partage sa vie entre Paris et la Provence.
Il est difficile, aujourd'hui, de dresser un inventaire exhaustif des œuvres de Breuillaud. Étroitement conservées par ses descendants ou par les enfants des premiers acquéreurs ; c'est seulement maintenant qu'apparaissent des œuvres totalement ignorées.
André Breuillaud a travaillé pendant plus de soixante années en suivant une ligne d'évolution exceptionnelle et traversé le XXe siècle pour laisser une œuvre qui reste à découvrir.

## Galerie
- Oeuvres d'André-François Breuillaud

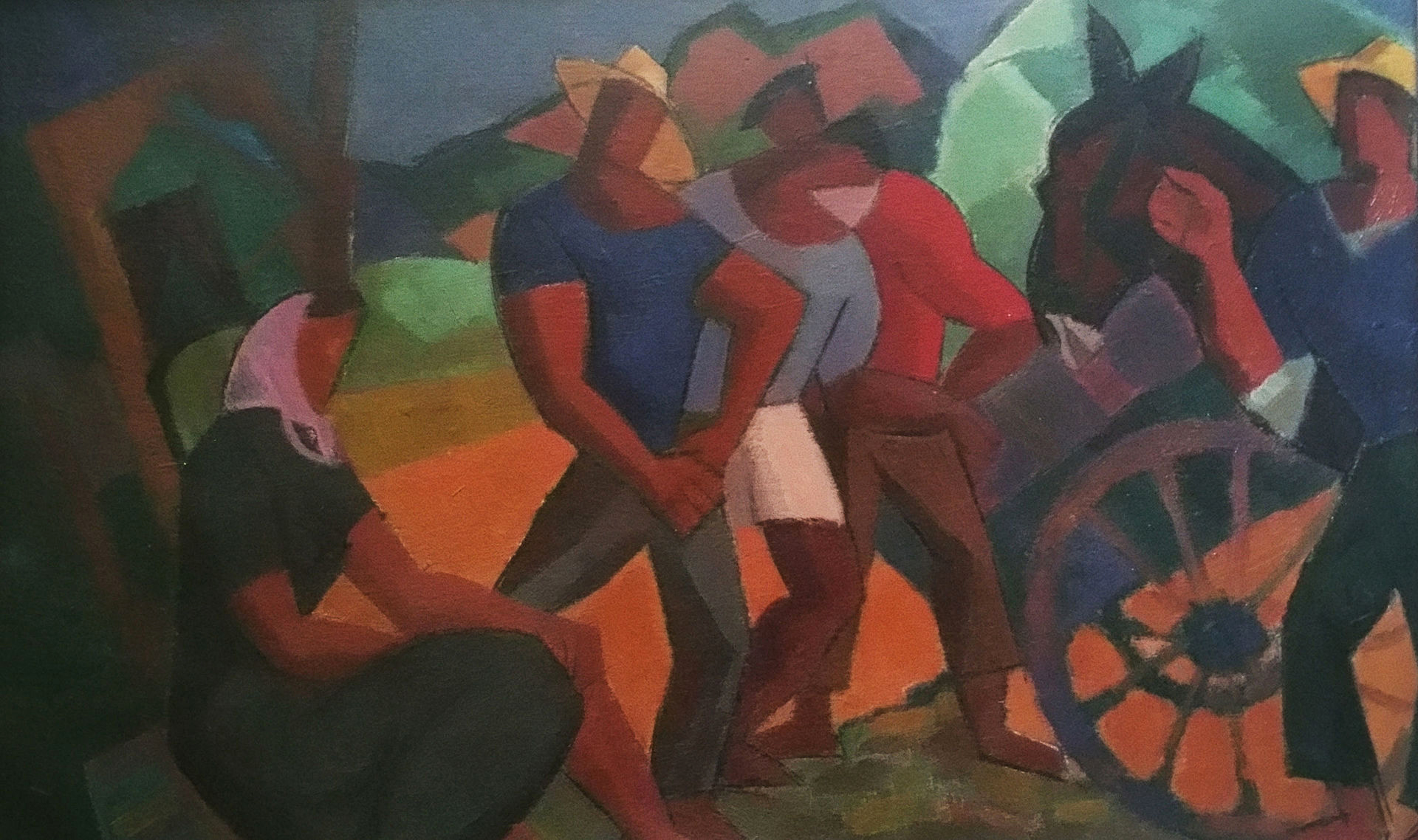
Travaux des Champs (C.1950) - HST 50x65 (Coll.Part.)
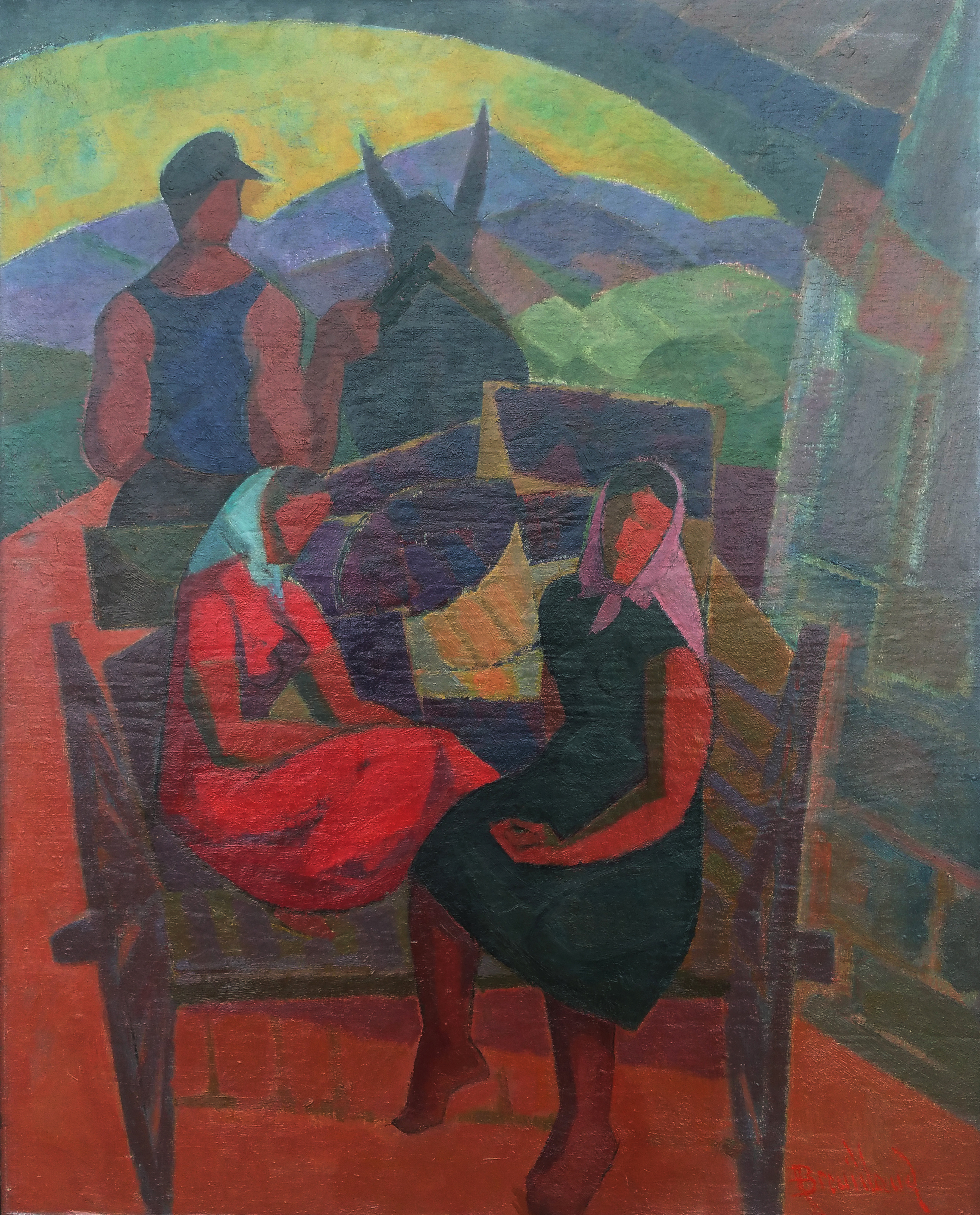
La Charette (1950) - HST 81x65 (Coll.Part.)
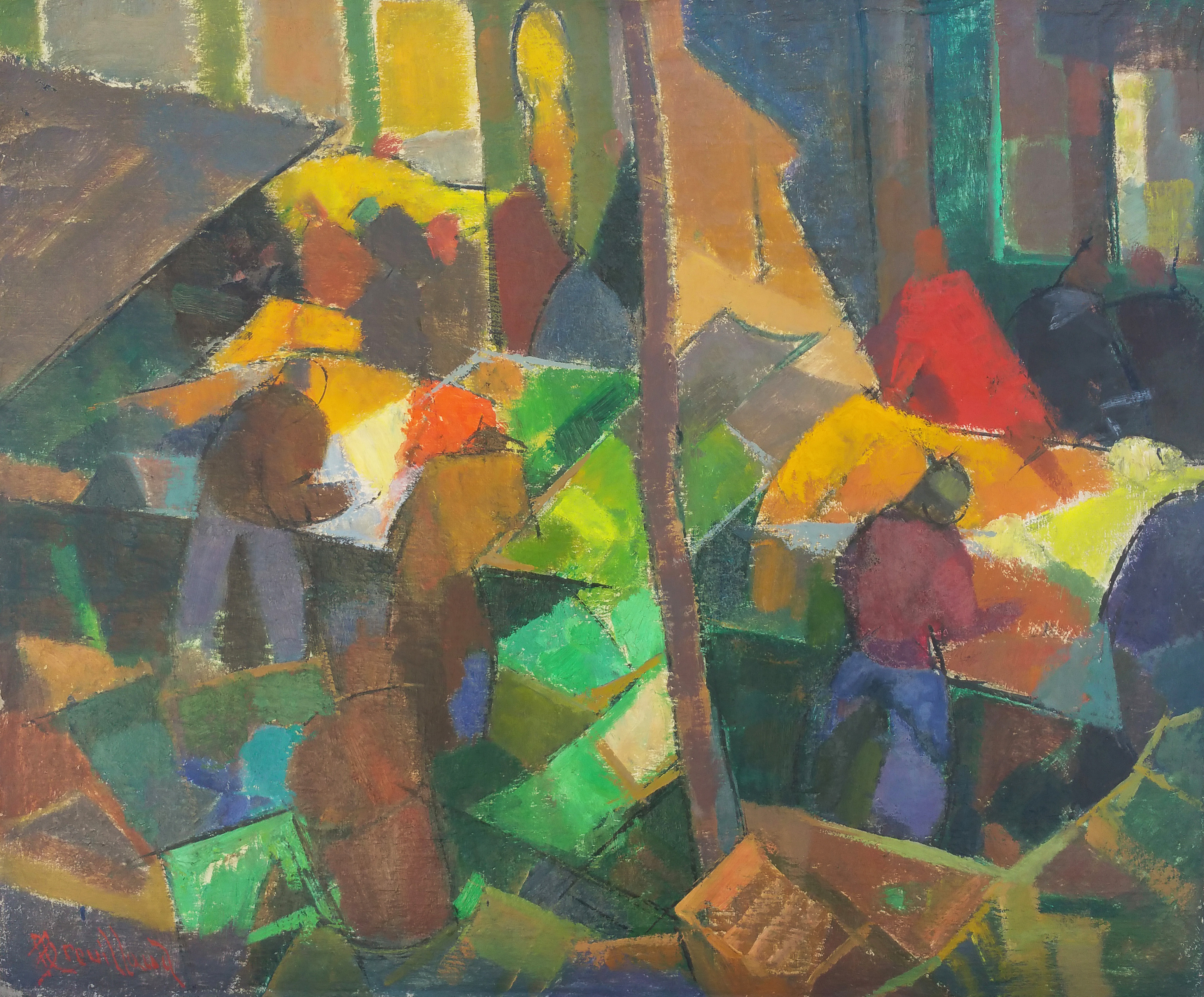
Le Marché Ordener (1952) - HST 46x55 (Coll.Part.)
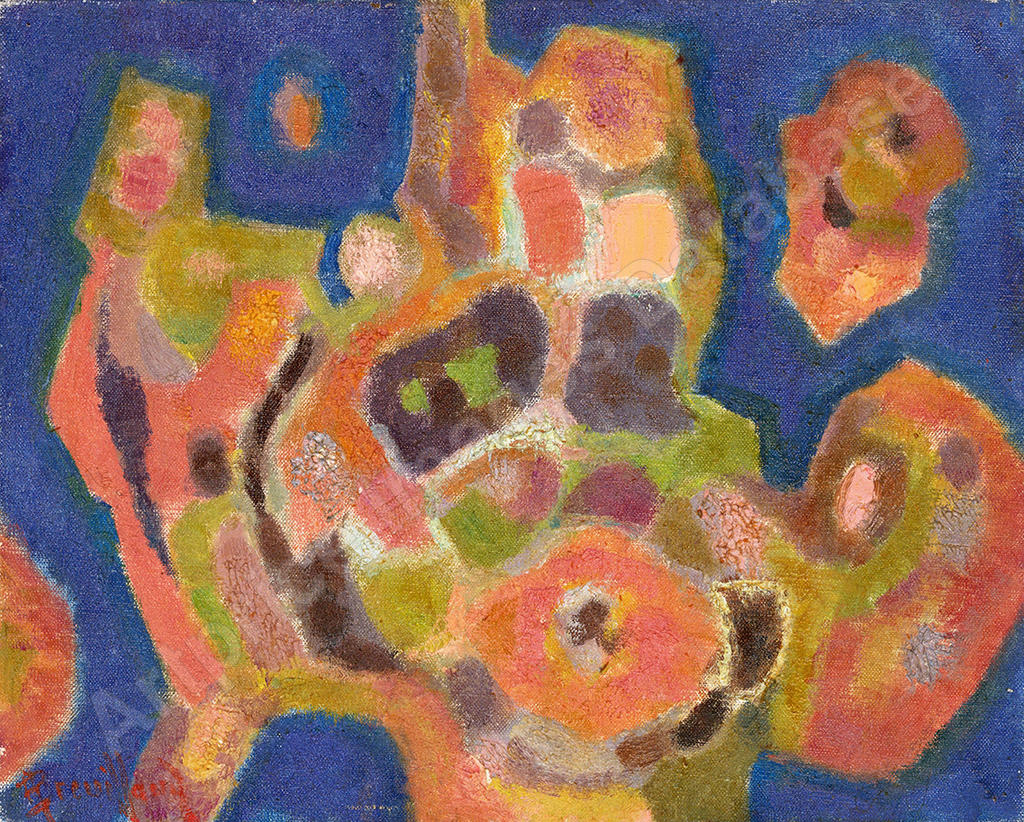
Terres de Roussillon (1959)  - HST 46x38 (Coll.Part.)
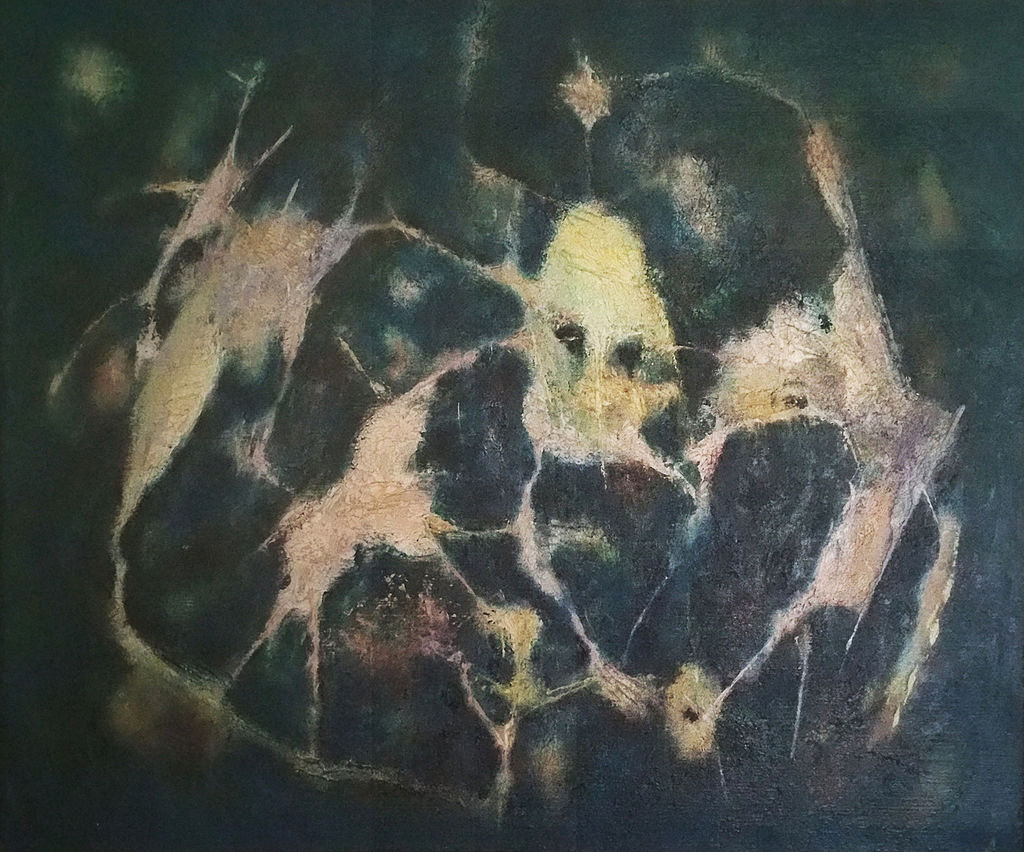
Particules Elémentaires (1961) - HST 54x65 (Coll.Part.)
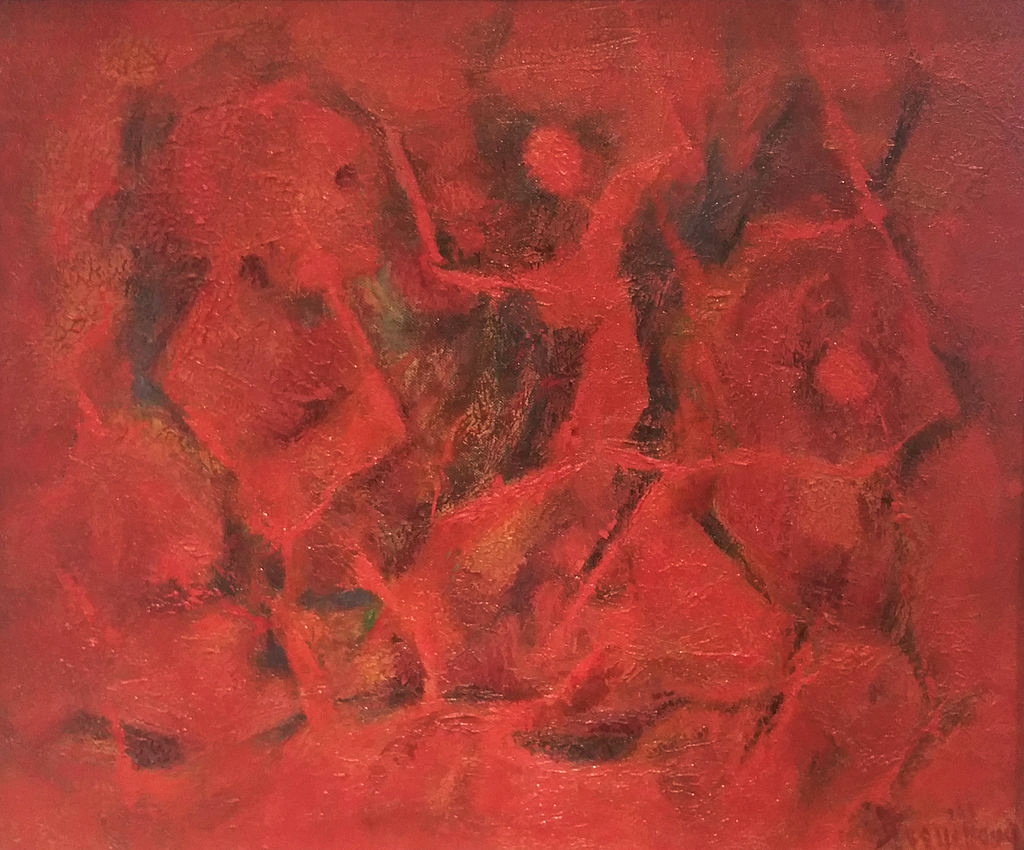
Danse de Feu (1962) - HST 38x46 (Coll.Part.)
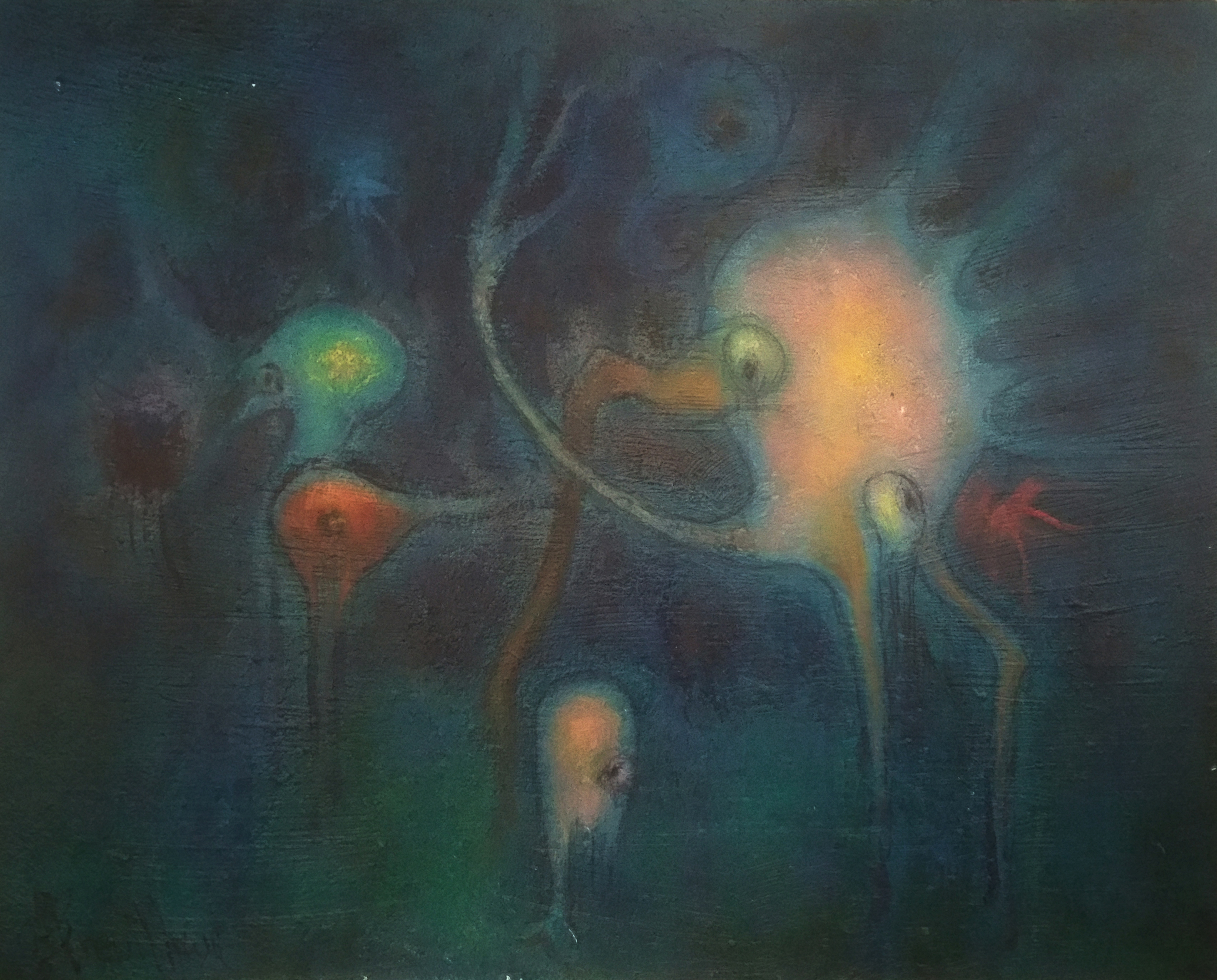
Rêve (1971) - HST 33x41 (Coll.Part.)
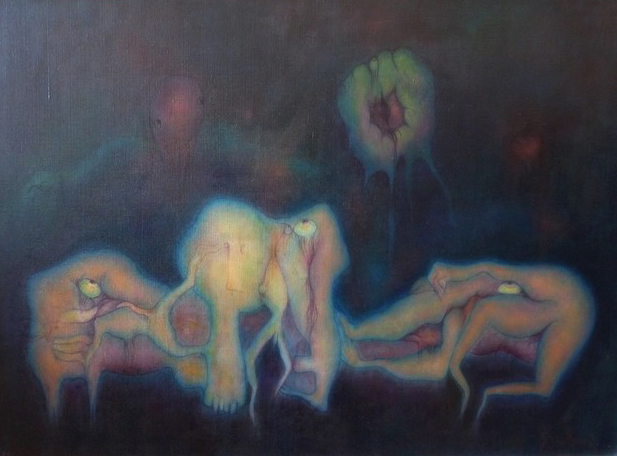
Enlacements Erotiques (Vence 1975) - HST 100 x 73 (Coll.Part.)

## Œuvres dans les collections publiques
- Paris :
  - musée d'art moderne de la ville de Paris : Nature Morte à la Viande, 1934, Leg Girardin 1953. Numéro d'inventaire : AMVP 1650 , PP 3190[8].
  - musée national d'art moderne : Les Septuagénaires, 1930, huile sur toile, 97 × 130 cm. Acquisition de l’État en 1938. Numéro d'inventaire : AM 2188 P. Toile représentant deux vieilles dames et un homme, ses parents, assis dans leurs fauteuils, les mains sur les genoux, accablés d'ennuis.

## Principales expositions
- 1925 : galerie Drouant, Paris ; galerie Braun, Paris.
- 1928 : galerie Drouant, Paris.
- 1929 : galerie Zborowski, Paris, avec Modigliani et Soutine ; galerie Speranza, Paris ; galerie Simonson, Paris.
- 1933 : galerie Speranza, Paris ; Salon d'automne, Paris.
- 1936 : galerie Bernheim Jeune, Paris, présenté au prix Paul Guillaume par René Huyghe.
- 1938 : galerie Druet (achat de l'État), Paris.
- 1941 : Salon d'automne, Paris.
- 1942 : Salon des Tuileries, Paris ; galerie Berri-Raspail, Paris, avec Aujanne, Derain, Estève, Chastenet, Beauchant et une seconde fois avec Luce, Dufy, Brayer, Picasso et Van Dongen.
- 1943 : galerie Jacques Dubourg, Paris.
- 1951 : galerie Marigny, Paris.
- 1952 : musée d'art moderne de la ville de Paris, avec Boris-Gilioli, Manessier, Pignon et Poliakoff.
- 1955 : Salon de Mai, Paris ; Salon des peintres du bonheur, Paris.
- 1956 : galerie Betti Thommem, Bâle ; galerie à Caromb (Vaucluse).
- 1957-1958-1959 : galerie Simone Heller avec Singier, Pignon, Le Moal et Herbin.
- 1959 : musée des beaux-arts de Mexico.
- 1960 : Beyrouth ; galerie Hautefeuille.
- 1962 : galerie Webster, Malaga.
- 1963 : galerie Yvette Morin.
- 1972 : galerie Alphonse Chave, Vence. Il y exposera jusqu'à la mort du marchand et aussi en groupe avec Max Ernst, Man Ray et Victor Brauner.